# 原種蕃茄
原種蕃茄（或）是番茄的一类特別栽培品种，專指透過開放授粉而非人工育種的非雜交番茄品種。按番茄的育種專家分類，原種番茄可以分為以下四類，即：
- family heirlooms,
- commercial heirlooms,
- mystery heirlooms, 及
- created heirlooms.

這些原種番茄的上架期一般比較短（採摘後一、兩天內要食用），而且比雜交種更易於感染各種疾病。然而，基於歷史愛好、食物品味、擴大物種多元度及保留物種原來變種的種子等各種因素而被種植下來。

## 味道
相對於其他雜交種的番茄，原種番茄的味道較甜，而且顏色變化較多。就以在加拿大卑詩省大溫哥華地區蘭里市（Langley）一家溫室農場所種植的原種番茄為例，其果實的顏色除了紅色，還有橙色、黃色、紫色（深紅色）等，也沒有光滑的外表和統一的味道。一般雜交種番茄所採用的變種起源於1940年代，其果實所含有的類胡蘿蔔素及甜度也較低。

## 參看
- 原種植物（Heirloom plant）
- 番茄育種列表（英语：List of tomato cultivars）

## 外部連結
- Discussion forums for tomato growers with special emphasis on heirloom varieties （页面存档备份，存于）
- Seed Savers Exchange: Seed bank and resource on heirloom varieties （页面存档备份，存于）
- BBC article: Return of the Blaby Tomatoes （页面存档备份，存于）
- The West Virginia 63 Tomato

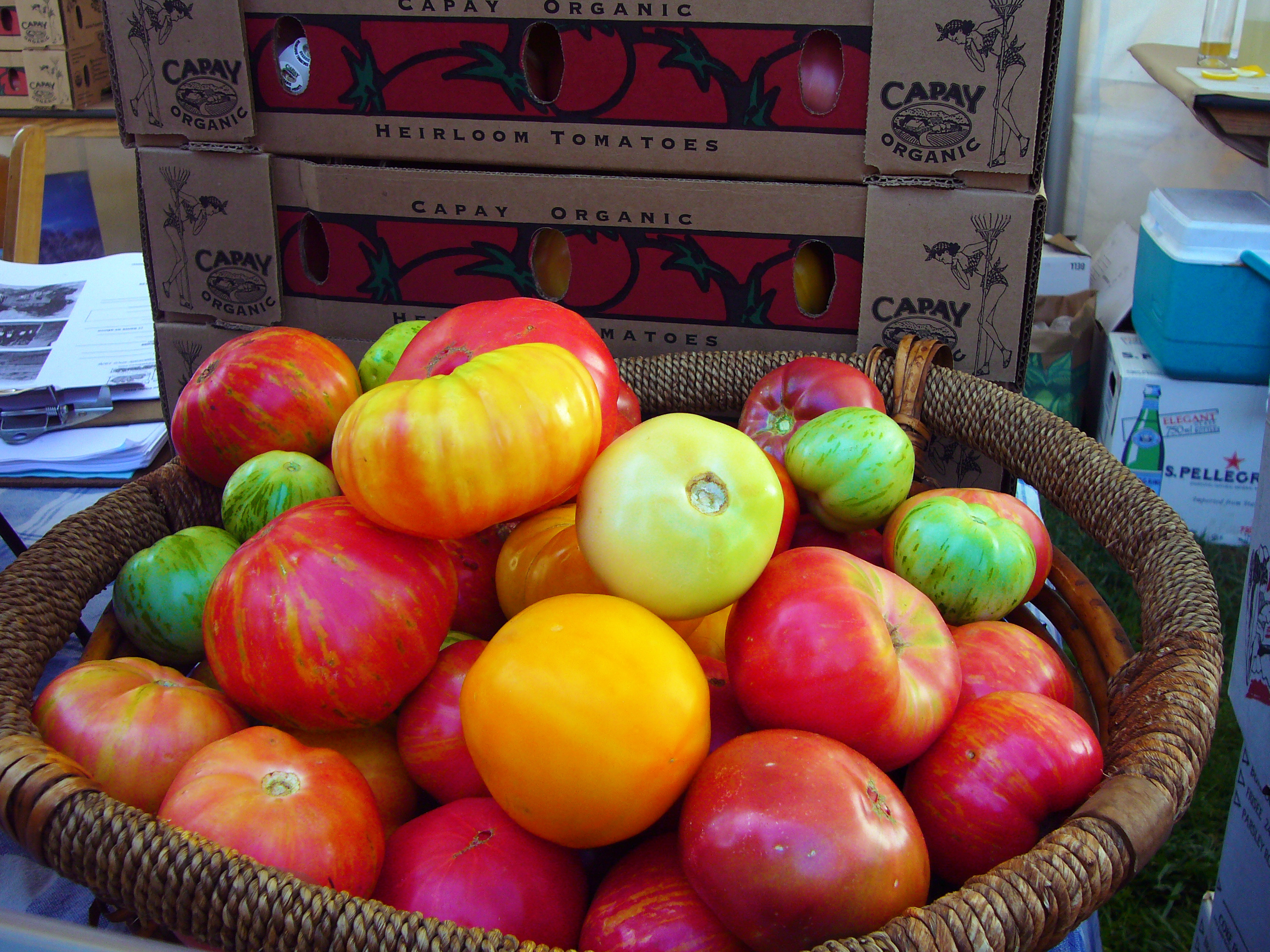
有機農業 heirloom tomatoes

- The case against heirloom tomatoes （页面存档备份，存于） at Scientific American